# Nina Hoekman

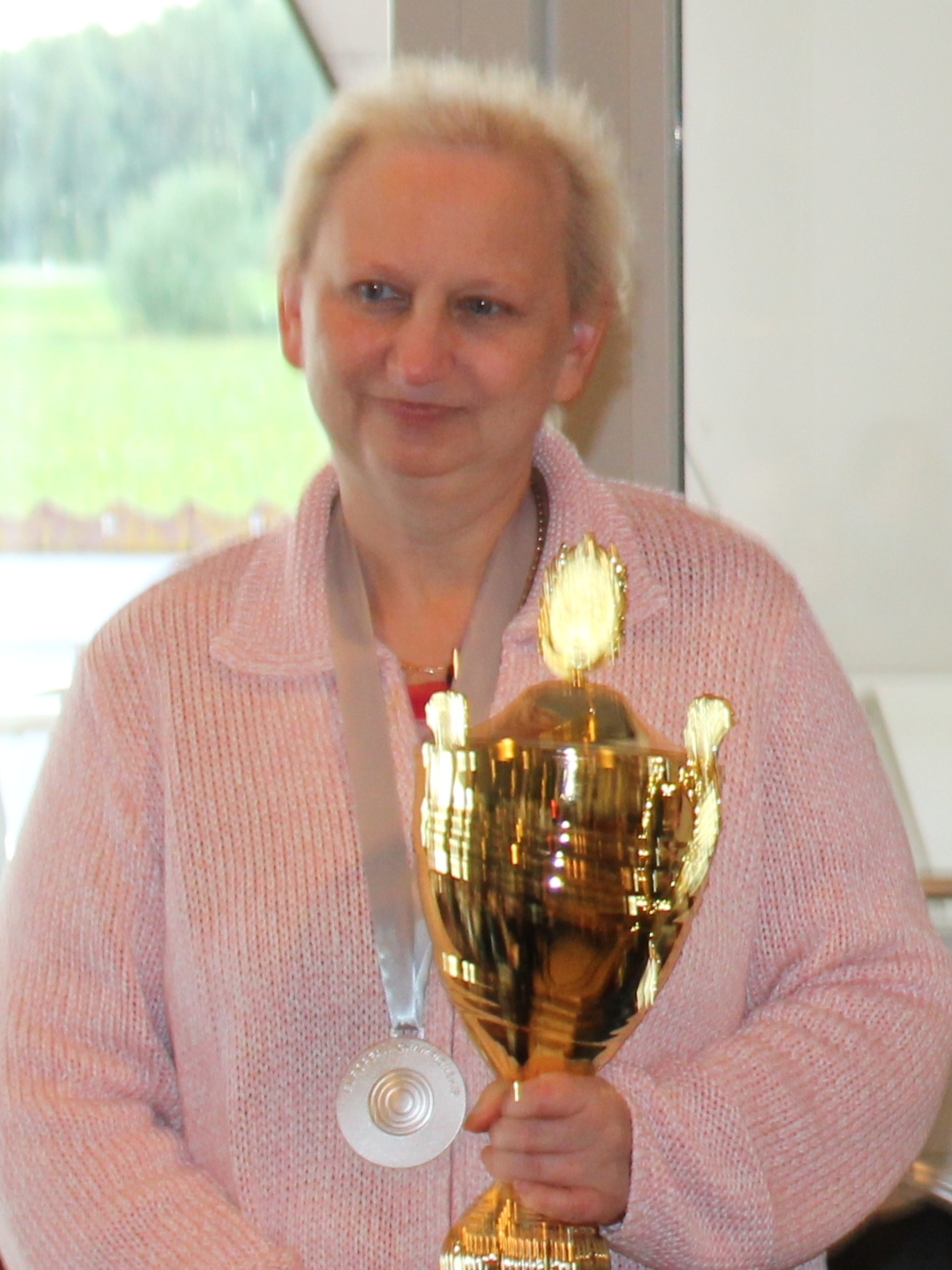
Nina Hoekman in 2012

Nina Hoekman (Kiev, 8 augustus 1964 – Zutphen, 26 juni 2014) was een Nederlandse damster en damcoach die als Nina Georgijevna Iankovskaia (Oekraïens: Ніна Георгіївна Янковська) in Oekraïne werd geboren en opgroeide als dochter van een wiskundelerares. Ze emigreerde in 1995 naar Nederland om te huwen met dammer Henk Hoekman en ging in Zutphen wonen. Zij is in het bezit van de titels Internationaal Grootmeester en Nationaal Meester bij de vrouwen. Vlak na de geboorte van zoon Oleg in 2005 werd bij haar borstkanker geconstateerd. In de ochtend van 26 juni 2014 overleed ze aan de gevolgen van de eerder geconstateerde borstkanker. Ze werd op 1 juli begraven op de Oosterbegraafplaats aan de Voorsterallee in Zutphen.

## Nederlands kampioenschap
Ze werd Nederlands kampioene bij de vrouwen in 1999, 2000, 2002, 2004, 2006, 2009, 2010, 2011, 2012, 2013, en 2014.

## Europees kampioenschap
Bij het Europees kampioenschap voor vrouwen in 2002 in Vilnius eindigde ze op de dertiende plaats.

## Wereldkampioenschap
Zij speelde in 1991 haar eerste wereldkampioenschap voor vrouwen in Minsk en werd daar na een barrage tweede. De daaropvolgende match met Zoja Golubeva om de wereldtitel verloor ze. In 1999 bij het wereldkampioenschap in Jakoetsk werd ze opnieuw na een barrage tweede en ook de daaropvolgende match in 2000 in het stadhuis van Zutphen verloor ze van Golubeva. In 2001 in Velp werd ze vierde, maar ze wist wel de titel te veroveren bij het sneldammen. In 2003 in Zoutelande eindigde ze op de zesde plaats. Eind oktober 2010 werd Hoekman weer tweede bij de Wereldkampioenschappen in Ufa. Opnieuw was de Letse Zoja Golubeva te sterk.

## World Mind Sports Games
In 2012 won Hoekman een gouden medaille bij het sneldammen voor vrouwen (Rapid) en een zilveren medaille bij (normale) dammen bij de vrouwen. In 2008 nam zij ook al deel, maar wist ze geen medailles te winnen.